# 青木村 (愛知県)
青木村（あおきむら）は、かつて愛知県丹羽郡にあった村。
現在の一宮市東部（千秋町天摩・千秋町穂積塚本・千秋町佐野）に該当する。

## 歴史
- 1889年（明治22年）10月1日 - 町村制により、天摩村、穂積塚本村、佐野村が合併し発足。
- 1906年（明治39年）5月1日 - 豊富村、浮野村と幼村の一部[1]と合併し、千秋村発足。同日青木村廃止。

## 教育
- 青木尋常小学校（現・一宮市立千秋小学校）